# Everdina Jacoba Wilhelmina van Weede

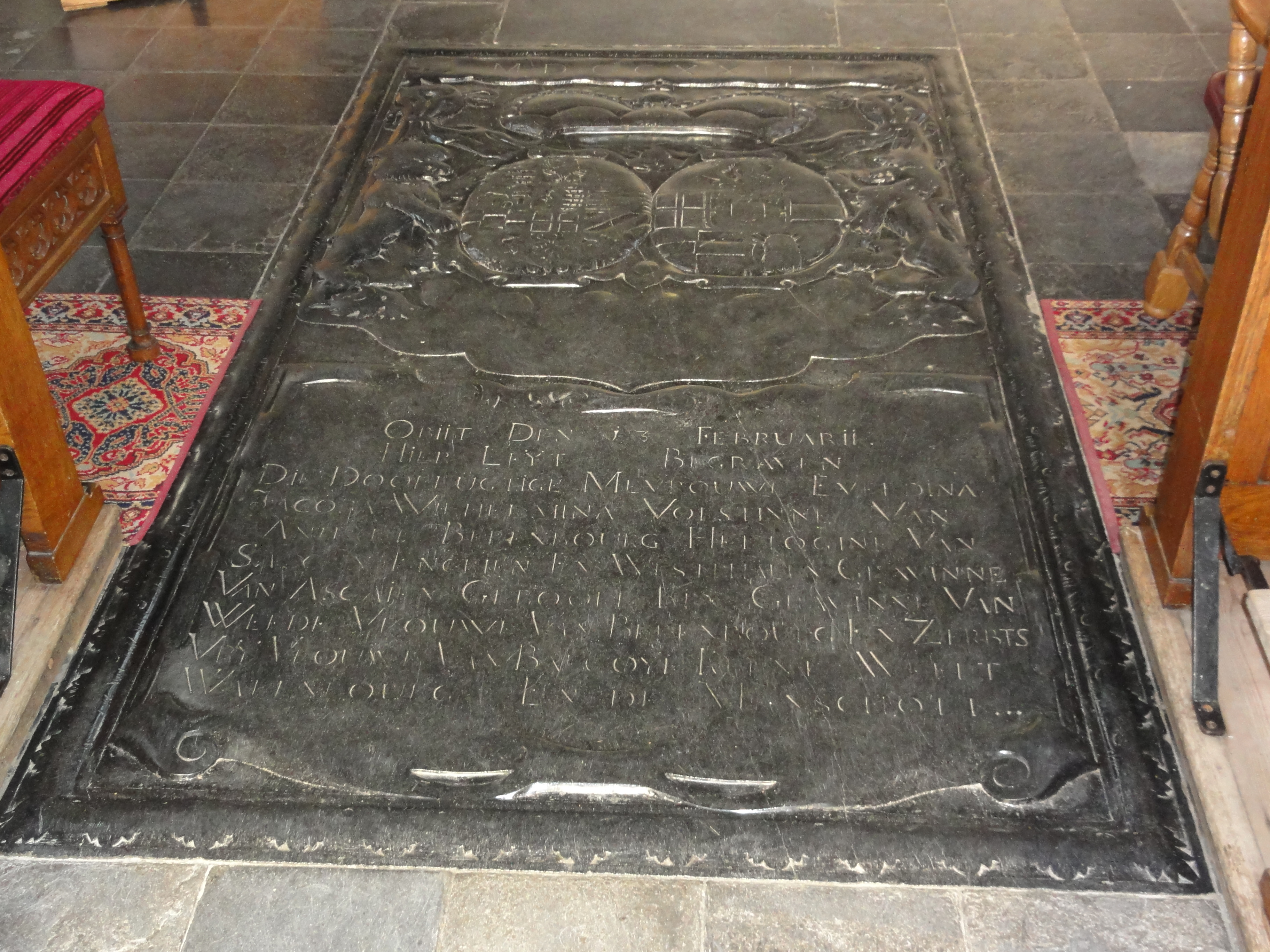
Grafzerk van Everdina Jacoba Wilhelmina in het klooster Emmaüs.

Everdina Jacoba Wilhelmina des H.R.Rijksgravin van Weede (9 augustus 1682 - 13 februari 1724); zij is RK-gedoopt te Grave op 16 augustus 1682 en trouwde in 1702 een prins van Anhalt-Bernburg(-Schaumburg)-Hoym.

## Biografie
Van Weede was een lid van de familie Van Weede en een dochter van George Johan des H.R.Rijksbaron van Weede, heer van Biljoen, Walenburg, Balgoy en Keent (1627-1696) en Agnes Margaretha van Raesfelt (1646-1712). Zij trouwde in 1702 met Lebrecht prins van Anhalt-Bernburg-Schaumburg-Hoym (1669-1722) die zijn vader in 1718 opvolgde als vorst van Anhalt-Bernburg(-Schaumburg)-Hoym.
Haar vader, gouverneur van Grave, werd in 1675 door keizer Leopold I verheven tot des H.R.Rijksbaron. Toen Anhalt diende in de Nederlanden ontmoette hij de dochter van de gouverneur, hetgeen uitmondde in een morganatisch huwelijk in 1702. In een notarieel contract uit 1703 werd vastgelegd dat des H.R.Rijksbarones van Weede geen aanspraak zou maken op de prinselijke status, noch op een prinselijke titel. Haar man kreeg het wel voor elkaar dat keizer Josef I haar op 11 augustus 1705 verhief tot des H.R.Rijksgravin. Uit het huwelijk werden zes kinderen geboren; de drie zonen hadden geen nakomelingen. Een dochter, Charlotte Wilhelmina (1706-1766), trouwde in 1724 met Willem landgraaf van Hessen-Philippsthal-Barchfeld (1692-1761).
- Victoria Sophia (1704)
- Charlotte Wilhelmina (1704-1766) huwde in 1724 met landgraaf Willem van Hessen-Philippsthal-Barchfeld
- Johan George (1705-1707)
- Jozef Karel (1706-1737)
- Sophia Christina Eberhardine (1710-1784) huwde in 1728 met vorst Christiaan van Schwarzburg-Sondershausen
- Victor Lebrecht (1711-1737)

Van Weede was erfgename van verschillende Raesfeltse, in Munster gelegen goederen. In 1720 verkocht zij die zogenaamde Raesfelt-Middachtse goederen aan Reinier van Reede, heer tot Ginkel en Roemburg. In 1721 verkocht zij drie obligaties ten laste van de provincie Utrecht aan Anna en Cornelia van Hardenberg ten overstaan van notaris H. van Hees.
Van Weede maakte een testament op in 1723.
Zij ligt begraven in de kapel van het capucijnenklooster 'Emmaüs' in Velp (Noord-Brabant).